# Move in the Right Direction
Move in the Right Direction – drugi singel amerykańskiego zespołu Gossip z ich piątego albumu studyjnego, A Joyful Noise, z 2012 roku.

## Piosenka
Move in the Right Direction powstała w 2012 roku. Wykonuje ją trzyosobowy amerykański zespół Gossip, grający muzykę w stylu Indie rock. Kompozytorami są Brian Higgins oraz Fred Falke.

## Teledysk
Teledysk trwa 3 minuty i 19 sekund. Wyreżyserował go James Price.

### Fabuła
W filmie występuje zespół Gossip, a wokalistka i liderka grupy Beth Ditto śpiewa i tańczy. Film jest czarno-biały, z czasem pojawia się też kolor czerwony (Ditto ubrana jest w czerwoną sukienkę).

## Notowania
Piosenka głównie odniosła sukces w Europie. Osiągnęła drugie miejsce w Polsce oraz trzecie miejsce w Austrii i na Węgrzech.